# 塞克赫米布-匹壬马特
塞克赫米布-匹壬马特（Sekhemib-Perenmaat）是古埃及第二王朝的一位法老，现在对其所知甚少，人们猜测他可能就是伯里布森本人，或者更有可能是与伯里布森共治埃及的法老——即他统治着下埃及，而伯里布森统治上埃及。近期萨卡拉的考古发现则支持了卡塞凯姆威是塞克赫米布王位继承人的观点。现在已经能够肯定当时伯里布森控制着上埃及的据点，如阿拜多斯和埃勒分蒂尼；不过这也表明在其统治期内，伯里布森业已失去了对下埃及的控制。在萨卡拉地区并未发现来自第二王朝时期、带有伯里布森名字的文物或者文本记载;相反，此处却发现了塞克赫米布统治的确凿证据，同时，他的陵墓被发现位于乌姆·卡伯地区卡塞凯姆威——埃及第二王朝的最后一位国王的陵墓附近。就此，有人认为塞克赫米布是卡塞凯姆威的前任法老。
这一观点现今已经得到了冈特·德雷尔从位于乌姆·卡伯地区的卡塞凯姆威陵墓中发现的塞克赫米布印鉴碎片所记载内容的支持。该发现使人们更倾向于在第二王朝末期，卡塞凯姆威是塞克赫米布的直接王位继承人的观点。现在还不清楚在新的年代表中伯里布森应该排于何处。